# USS Tambor (SS-198)
USS Tambor (SS-198) là một tàu ngầm của Hải quân Hoa Kỳ, chiếc dẫn đầu của  Lớp Tambor được chế tạo ngay trước Chiến tranh Thế giới thứ hai. Nó là chiếc tàu chiến duy nhất của Hải quân Hoa Kỳ được đặt cái tên này, theo tên loài cá quân  Nó đã phục vụ trong suốt Thế Chiến II, thực hiện tổng cộng mười hai chuyến tuần tra và đánh chìm 11 tàu Nhật Bản với tổng tải trọng 33.479 tấn. Con tàu được rút khỏi hoạt động nơi tuyến đầu vào đầu năm 1945 để làm nhiệm vụ huấn luyện cho đến khi chiến tranh kết thúc. Nó xuất biên chế năm 1945 và bị bán để tháo dỡ vào năm 1959. Tambor được tặng thưởng mười một Ngôi sao Chiến trận do thành tích phục vụ trong Thế Chiến II.

## Thiết kế và chế tạo
Lớp Tambor có nhiều đặc tính được cải tiến so với tàu ngầm lớp Sargo dẫn trước. Hình dạng thân tàu được làm suôn thẳng hơn để đạt tốc độ nhanh hơn, và thùng lặn khẩn cấp được trang bị lại giúp con tàu lặn xuống nhanh hơn. Hệ thống động lực toàn diesel-điện được áp dụng, và giải quyết được sự cố chập mạch trước đây. Nó trang bị động cơ General Motors-Winton dẫn động máy phát điện, và động cơ điện kết nối với trục chân vịt qua hộp số giảm tốc.
Lần đầu tiên đối với tàu ngầm Hoa Kỳ, lớp Tambor có đến mười ống phóng ngư lôi gồm sáu trước mũi và bốn phía đuôi. Hiệu quả tác chiến được cải thiện nhờ bố trí lại người vận hành sonar và máy tính dữ liệu ngư lôi vào một tháp chỉ huy lớn hơn, cho phép trao đổi trực tiếp với hạm trưởng, cùng một kính tiềm vọng kiểu mới có đầu nhỏ hơn giúp khó bị phát hiện. Thoạt tiên được chỉ được trang bị pháo 3 in (76 mm)/50 caliber, boong tàu được gia cố sẵn đủ để lắp đặt pháo cỡ 5 in (130 mm)/51 caliber khi tình huống tác chiến đòi hỏi; nên vào khoảng đầu năm 1943, Tambor được nâng cấp lên cỡ pháo 5-inch khi đại tu.
Tambor được đặt lườn tại xưởng tàu của hãng Electric Boat Company ở Groton, Connecticut vào ngày 16 tháng 1, 1939. Nó được hạ thủy vào ngày 20 tháng 12, 1939, được đỡ đầu bởi cô Lucia Ellis, và được cho nhập biên chế cùng Hải quân Hoa Kỳ vào ngày 3 tháng 6, 1940 dưới quyền chỉ huy của Hạm trưởng, Thiếu tá Hải quân John William Murphy Jr.

## Lịch sử hoạt động

### 1940 - 1941
Sau khi được trang bị tại Căn cứ Tàu ngầm hải quân New London, Tambor lên đường vào ngày 6 tháng 8, 1940 cho chuyến đi chạy thử máy đến thành phố New York, Washington, D.C., Morehead City, North Carolina và Houston, Texas. Nó tiếp tục huấn luyện ngoài khơi Colón, Panama trước khi quay trở về New London, Connecticut, và được đại tu sau chạy thử máy tại Xưởng hải quân Portsmouth ở Kittery, Maine. Trong năm 1941, nó cùng các tàu ngầm chị em Trout (SS-202) và Gar (SS-206) tham gia thử nghiệm hiệu quả của mìn sâu ngoài khơi Portsmouth, New Hampshire, khi phục vụ như là mục tiêu và lặn đến độ sâu kính tiềm vọng trong khi các liều thuốc nổ TNT nặng 300 lb (140 kg) được cho kích nổ ở những khoảng cách khác nhau. Dữ liệu thu được từ những thử nghiệm này được áp dụng để thiết kế chống rung động cho những tàu ngầm tiếp theo. Sau đó, chiếc tàu ngầm được điều sang Lực lượng Tàu ngầm Hạm đội Thái Bình Dương vào tháng 5, 1941, và bắt đầu một chuyến tuần tra trong thời bình vào cuối tháng 11, 1941.
Tambor đang hoạt động tại khu vực đảo Wake khi Hải quân Đế Quốc Nhật Bản bất ngờ tấn công căn cứ Trân Châu Cảng vào ngày 7 tháng 12 khiến chiến tranh bùng nổ tại Mặt trận Thái Bình Dương. Tuy nhiên nó bị buộc phải quay trở về Trân Châu Cảng do bị hỏng một động cơ diesel, và tiếp tục đi đến Xưởng hải quân Mare Island ở Vallejo, California để sửa chữa các hư hỏng. Nó quay trở lại Trân Châu Cảng vào tháng 3, 1942.

### 1942

#### Chuyến tuần tra thứ nhất
Khởi hành từ Trân Châu Cảng vào ngày 15 tháng 3, 1942 cho chuyến tuần tra đầu tiên trong chiến tranh, Tambor trinh sát các khu vực chung quanh đảo Wake, Truk, New Ireland, New Britain và Rabaul. Vào ngày 16 tháng 4, nó phóng hai quả ngư lôi tấn công tàu chở dầu Kitami Maru (361 tấn) tại vị trí 50 nmi (93 km) về phía Đông Nam Kavieng, New Ireland. Một quả ngư lôi trúng đích đã khiến Kitami Maru đắm tại tọa độ 03°00′N 152°00′Đ / 3°N 152°Đ; toàn bộ 26 thành viên thủy thủ đoàn đều thiệt mạng. Chiếc tàu ngầm quay trở về Trân Châu Cảng vào ngày 12 tháng 5, nơi Thiếu tá Murphy hạm trưởng phê phán nặng nề về hiệu quả hoạt động của kiểu ngư lôi Mark 14.

#### Chuyến tuần tra thứ hai
Sau khi được tái trang bị, Tambor gia nhập Đội đặc nhiệm 7.1 bao gồm sáu tàu ngầm, và lên đường hướng sang đảo Midway vào ngày 21 tháng 5, để bắt đầu tuần tra một khu vực 150 mi (240 km) chung quanh vị trí dự báo hạm đội đối phương đang tiếp cận tấn công Midway. Lúc 07 giờ 15 phút ngày 4 tháng 6, 90 phút sau khi đối phương bị phát hiện, Tư lệnh Lực lượng Tàu ngầm Thái Bình Dương, Chuẩn đô đốc Robert H. English, ra lệnh cho các tàu ngầm trì hoãn đến 11 giờ 00 trước khi tiếp cận mục tiêu. Di chuyển trên mặt nước, Tambor bị máy bay bắn phá. Đến 02 giờ 15 ngày 5 tháng 6, tại vị trí 90 nmi (170 km) về phía Bắc Midway, nó phát hiện bốn hạm tàu lớn  ở khoảng cách 3 nmi (5,6 km). Đối tượng ở khoảng cách xa khiến việc nhận dạng gặp khó khăn, trong khi chiếc tàu ngầm được cảnh báo về sự hiện hiện của tàu bạn tại khu vực. Thiếu tá Murphy hạm trưởng đổi hướng Tambor để tiếp tục theo dõi các đối tượng này.
Đúng vào lúc này, Đô đốc Yamamoto Isoroku Tư lệnh Hạm đội Liên hợp, ra lệnh cho lực lượng bốn tàu tuần dương hạng nặng và hai tàu khu trục dưới quyền Phó đố đốc Takeo Kurita hủy bỏ kế hoạch bắn phá Midway và rút lui. Các tàu chiến Nhật đổi hướng về phía Tây Bắc, và Tambor lại nhìn thấy mục tiêu lúc 02 giờ 38 phút, lúc này ngay trước mũi chiếc tàu ngầm. Đến 02 giờ 58 phút, chiếc tàu ngầm lại đổi hướng, hy vọng nhìn rõ đối tượng dưới ánh trăng để xác định lai lịch. Đến 04 giờ 00, họ nhìn rõ hơn hình dáng tàu nhưng vẫn không chắc chắn định danh của chúng. Đến 04 giờ 12 phút, Murphy ra lệnh dùng đèn tín hiệu để truy vấn mục tiêu, nhưng các đối tượng không trả lời. Chiếc tàu ngầm lặn khẩn cấp để đề phòng bị đối phương tấn công; khi nó trồi lên độ sâu kính tiềm vọng để quan sát, nó nhìn thấy tàu tuần dương Mogami bị hư hại nặng phần mũi tàu.
Khi Tambor cắt ngang đội hình của Kurita, nó bị chiếc dẫn đầu Kumano phát hiện nên, hạm đội Nhật Bản cấp tốc đổi hướng 45 độ để né tránh ngư lôi có thể tấn công. Mikuma chuyển hướng chậm một chút nên bị Mogami đâm vào mạn trái ngay dưới cầu tàu, nhưng hư hại nhẹ hơn; một phần mũi khoảng 40 ft (12 m) của Mogami bị gảy gập. Đến sáng, căn cứ vào báo cáo của Tambor và dõi theo vệt dầu loang của Mikuma để lại, máy bay ném bom bổ nhào từ tàu sân bay phát hiện hai tàu tuần dương bị tụt lại, gây hư hại nặng cho Mogami và đánh chìm Mikuma.
Đến ngày 7 tháng 6, phát hiện máy bay tiếp cận bằng radar, Tambor lặn xuống kịp thời trước khi một quả bom kích nổ gây hư hại cho cả hai kính tiềm vọng và bốn động cơ làm mát ắc-quy. Vụ ném bom có thể từ một máy bay ném bom B-17 Flying Fotress, vì một sự kiện tương tự đã xảy ra với tàu ngầm Grayling (SS-209) một ngày trước đó. Tambor kết thúc chuyến tuần tra và quay trở về Trân Châu Cảng vào ngày 16 tháng 6. Cùng một số chỉ huy tàu ngầm khác, Thiếu tá Murphy bị cách chức hạm trưởng Tambor vì đã không kiên quyết tiếp cận và tấn công mục tiêu, hay ít nhất chủ động nhận dạng và theo dõi để dẫn đường cho máy bay hải quân tấn công, nên đã để sổng mất Mogami, Kumano và Suzuya. Murphy được chuyển lên vị trí trên bờ, và vai trò hạm trưởng Tambor được giao cho Thiếu tá Hải quân Steven H. Armbruster.

#### Chuyến tuần tra thứ ba
Trong chuyến tuần tra thứ ba từ ngày 24 tháng 7 đến ngày 19 tháng 9, Tambor xuất phát từ Trân Châu Cảng để hoạt động tại khu vực quần đảo Marshall. Vào ngày 7 tháng 8, gần Wotje, nó tấn công tàu rải lưới Shofuku Maru số 1 (891 tấn) bằng một quả ngư lôi khiến mục tiêu vỡ làm đôi và đắm tại tọa độ 9°22′B 170°12′Đ / 9,367°B 170,2°Đ. Nó tiếp tục ở lại khu vực Marshall cho đến ngày 19 tháng 8, rồi chuyển sang tuần tra tại khu vực phụ cận Truk, và ngay sau đó đến vùng quần đảo Caroline. Gần Ponape, khoảng 94 nmi (174 km) về phía Tây Truk vào ngày 21 tháng 8, chiếc tàu ngầm phóng một loạt ba quả ngư lôi tấn công một tàu buôn và tàu hộ tống, cả ba trúng đích tàu chở hành khách-hàng hóa Shinsei Maru số 6 khiến mục tiêu đắm nhanh chóng tại tọa độ 07°02′B 158°03′Đ / 7,033°B 158,05°Đ, và khiến một thủy thủ thiệt mạng. Đến ngày 1 tháng 9, nó phóng một loạt bốn quả ngư lôi, gây hư hại cho một tàu chở dầu gần Truk trước khi kết thúc chuyến tuần tra và quay trở về căn cứ Fremantle, Australia.

#### Chuyến tuần tra thứ tư
Lên đường vào ngày 12 tháng 10 cho chuyến tuần tra thứ tư, Tambor tham gia rải thủy lôi ngoài khơi đảo Hải Nam, Trung Quốc; đến ngày 29 tháng 12, tàu buôn Fukken Maru (2.558 tấn) đã trúng thủy lôi và đắm ngoài khơi bờ biển Tây Bắc Hải Nam, tại tọa độ 20°04′B 109°18′Đ / 20,067°B 109,3°Đ. Vào ngày 3 tháng 11, nó phóng ba quả ngư lôi nhắm vào một tàu buôn nhưng đều bị trượt, và sau khi lẩn tránh trong 30 phút đã phóng thêm hai quả ngư lôi nữa. Một quả trúng đích giữa tàu đã khiến tàu chở hàng Chikugo Maru (2.461 tấn) đắm tại tọa độ 20°18′B 108°39′Đ / 20,3°B 108,65°Đ. Ba ngày sau đó, nó phóng hai quả ngư lôi vào một tàu tàu chở hành khách-hàng hóa treo cờ Pháp, nhưng không trúng đích. Đến ngày 10 tháng 11, nó đánh chìm một thuyền buồm bằng hải pháo và bắt giữ thủy thủ đoàn. Khi kết thúc chuyến tuần tra và quay trở về căn cứ Fremantle vào ngày 21 tháng 11, chiếc tàu ngầm được nâng cấp khẩu hải pháo trên boong lên cỡ nòng 5 inch (130 mm).

### 1943

#### Chuyến tuần tra thứ năm
Trong chuyến tuần tra thứ năm từ ngày 18 tháng 12, 1942 đến ngày 28 tháng 1, 1943, Tambor hoạt động trong eo biển Sunda giữa các đảo Krakatau và Thartway. Mục tiêu duy nhất mà nó phát hiện là một tàu khu trục vào ngày 1 tháng 1, nhưng loạt bốn quả ngư lôi phóng ra đã không trúng đích, và chiếc tàu ngầm phải lặn sâu để né tránh 18 quả mìn sâu được thả xuống sau đó.

#### Chuyến tuần tra thứ sáu
Tambor khởi hành từ Fremantle vào ngày 18 tháng 2 để làm nhiệm vụ đặc biệt hỗ trợ cho hoạt động của du kích Philippine. Vào ngày 5 tháng 3, ở phía Nam Mindanao, nó cho đổ bộ một nhóm nhỏ do Thiếu tá Hải quân Charles Parsons chỉ huy cùng với 50.000 viên đạn .30 (7,62 mm), 20.000 viên đạn .45 ACP (11,4 mm) và 10.000 đô la Mỹ. Đến ngày 22 tháng 3, chiếc tàu ngầm phóng một loạt ba quả ngư lôi tấn công một tàu chở dầu trong biển Sulu ngoài khơi đảo Apo, khiến Bugen Maru (691 tấn) bị hư hại. Bảy ngày sau đó, nó phóng một loạt ba quả ngư lôi tấn công một tàu buôn, trúng đích một quả và tin rằng đã đánh chìm mục tiêu;   tuy nhiên tài liệu thu được từ phía Nhật Bản sau chiến tranh không thể xác nhận chiến công này. Nó kết thúc chuyến tuần tra và quay trở về căn cứ Fremantle vào ngày 14 tháng 4 để tái trang bị. Vào lúc này một khẩu pháo phòng không 20mm được bổ sung phía trước cầu tàu, và quyền chỉ huy con tàu được chuyển cho Thiếu tá Hải quân Russell Kefauver.

#### Chuyến tuần tra thứ bảy
Trong chuyến tuần tra thứ bảy từ ngày 7 tháng 5 đến ngày 27 tháng 6, Tambor hoạt động tại biển Đông ngoài khơi Malaya. Vào ngày 26 tháng 5, nó phóng một loạt ba quả ngư lôi tấn công một tàu chở dầu nhưng bị trượt; rồi ba ngày sau đó loạt ba quả ngư lôi nhắm vào một tàu chở hàng cũng không trúng đích. Vài giờ sau đó nó tiếp tục tấn công, và hai trong số ba quả ngư lôi phóng ra đã đánh trúng tàu chở hàng Eisho Maru (2.486 tấn) khiến nó đắm ở vị trí khoảng 60 nmi (110 km) về phía Đông Nam đảo Hải Nam, tại tọa độ 17°35′B 110°45′Đ / 17,583°B 110,75°Đ. Ngay sau đó chiếc tàu ngầm tiếp tục tấn công một tàu buôn khác cùng đi, rồi lần lượt vào các ngày 2 và 6 tháng 6 lại tiếp tục tấn công, chỉ được xác nhận đã đánh chìm Eika Maru (1.248 tấn) trong biển Đông tại tọa độ 20°29′B 107°57′Đ / 20,483°B 107,95°Đ vào ngày 2 tháng 6. Đến ngày 16 tháng 6, nó phóng ba quả ngư lôi còn lại vào một tàu chở dầu ngoài khơi vịnh Cam Ranh nhưng tất cả đều bị trượt.

#### Chuyến tuần tra thứ tám
Tambor xuất phát từ cảng Fremantle lần cuối cùng vào ngày 20 tháng 7 cho chuyến tuần tra thứ tám, và hướng sang eo biển Lombok. Vào ngày 27 tháng 7, tàu buôn Teiken Maru bị đắm do trúng phải thủy lôi rải bởi Tambor. Đến ngày 3 tháng 8, chiếc tàu ngầm phát hiện một đoàn năm tàu buôn được một tàu khu trục hộ tống trong eo biển Palawan; hai trong số bốn quả ngư lôi phóng ra đã trúng đích một tàu buôn, nhưng tài liệu thu được từ phía Nhật Bản sau chiến tranh không thể xác nhận điều này. Đến ngày 21 tháng 8, nó lại phát hiện một đoàn ba tàu chở dầu và năm tàu buôn, và đã phóng một loạt năm quả ngư lôi tấn công các tàu buôn nhưng không trúng đích. Tambor phóng thêm hai quả ngư lôi nhắm vào một tàu chở dầu, gây ra một vụ nổ nhưng dường như không gây hư hại cho mục tiêu. Sang ngày hôm sau, khi bắt gặp một đoàn tàu vận tải di chuyển theo hướng ngược lại, nó phóng năm quả ngư lôi nhắm vào một tàu buôn lớn, ghi được ba quả trúng đích nhưng không quả nào kích nổ. Tambor kết thúc chuyến tuần tra mà không đánh chìm được mục tiêu nào, về đến căn cứ Midway vào ngày 7 tháng 9, và ghé qua Trân Châu Cảng vào ngày 20 tháng 11 trong hành trình quay trở về vùng bờ Tây, và được đại tu tại San Francisco.

### 1944

#### Chuyến tuần tra thứ chín
Hoàn tất công việc sửa chữa, Tambor quay trở lại Trân Châu Cảng vào ngày 15 tháng 12, 1943, và tiếp tục huấn luyện ôn tập tại khu vực Hawaii trước khi xuất phát cho chuyến tuần tra thứ chín vào ngày 5 tháng 1, 1944. Tại khu vực tuần tra được chỉ định trong biển Hoa Đông, nó bắt gặp một tàu tuần dương lớp Natori vào ngày 22 tháng 1, nhưng mất dấu mục tiêu trong một cơn mưa giông. Sáu ngày sau đó, 28 tháng 1, nó phát hiện một đoàn tàu vận tải đang hướng lên phía Bắc, và theo dõi cho đến 01 giờ 56 phút ngày hôm sau, khi nó phóng hai quả ngư lôi tấn công; tàu chở hàng Shuntai Maru 2.253 GRT bị đánh chìm tại tọa độ 27°22′B 128°29′Đ / 27,367°B 128,483°Đ. Một tàu hộ tống đối phương đã xông thẳng đến Tambor với ý định húc chiếc tàu ngầm, nhưng Tambor kịp thời bẻ lái sang mạn trái né tránh và phản công tàu đối phương bằng pháo 20-mm. Tuy nhiên chiếc tàu ngầm không thể theo kịp những chiếc còn lại của đoàn tàu vận tải đối phương.
Đến ngày 2 tháng 2, Tambor bắt đầu theo dõi hai tàu đối phương ở vị trí khoảng 200 nmi (370 km) về phía Đông Nam Thượng Hải, Trung Quốc, và sang sáng ngày hôm sau 3 tháng 2 đã phóng tổng cộng sáu quả ngư lôi trong hai đợt nhắm vào hai tàu chở dầu. Một quả ngư lôi đã đánh trúng Ariake Maru 5.194 GRT và hai quả đánh trúng Goyo Maru 8.496 GRT đã khiến cả hai cùng bị đánh chìm tại tọa độ 29°11′B 124°45′Đ / 29,183°B 124,75°Đ. Chiếc tàu ngầm sau đó phải lặn sâu tận đáy biển để né tránh khi các tàu hộ tống đối phương phản công bằng mìn sâu suốt từ 04 giờ 18 phút đến 13 giờ 15 phút.
Mười ngày sau đó, ngoài khơi Okinoerabujima, khoảng 40 nmi (74 km) về phía Tây Nam Amami Ōshima thuộc quần đảo Ryūkyū, Tambor lại phát hiện một đoàn tàu vận tải gồm ba chiếc, và trong một đợt tấn công ban đêm trên mặt nước, nó phóng một loạt ba quả ngư lôi tấn công, đánh chìm tàu chở hành khách-hàng hóa Ronsan Maru 2.735 GRT tại tọa độ 27°43′B 128°35′Đ / 27,717°B 128,583°Đ. Chiếc tàu ngầm lại phải lặn sâu né tránh 11 quả mìn sâu thả xuống phản công từ 20 giờ 56 phút đến 21 giờ 48 phút. Nó kết thúc chuyến tuần tra tại Trân Châu Cảng vào ngày 5 tháng 3.

#### Chuyến tuần tra thứ mười
Sau khi được tái trang bị tại Trân Châu Cảng, Tambor lên đường vào ngày 9 tháng 4 cho chuyến tuần tra thứ mười để hoạt động tại khu vực quần đảo Mariana. Vào ngày 18 tháng 4, nó tấn công pháo hạm Shinku Maru số 3 (250 tấn) bằng hải pháo, bắt giữa làm tù binh chiến tranh một sĩ quan rồi đánh chìm mục tiêu ở vị trí cách đảo Wake 300 nmi (560 km) về phía Tây Bắc, tại tọa độ 22°07′B 160°31′Đ / 22,117°B 160,517°Đ. Đến ngày 10 tháng 5, ở vị trí khoảng 420 nmi (780 km) về phía Tây Bắc Saipan chiếc tàu ngầm bắt gặp một đoàn tám tàu buôn được năm tàu khu trục và hai tàu hộ tống tháp tùng bảo vệ. Trong một đợt tấn công ngầm, Tambor phóng một loạt bốn quả ngư lôi tấn công một tàu buôn, ghi được hai quả trúng đích làm hư hại tàu chuyên chở máy bay Keiyo Maru 6.442 GRT tại tọa độ 19°26′B 140°19′Đ / 19,433°B 140,317°Đ. Tambor sau đó phải lặn sâu để né tránh 50 quả mìn sâu được các tàu hộ tống thả xuống tấn công. Đến ngày 26 tháng 5, nó lại đánh trúng đích hai quả ngư lôi để đánh chìm chiếc Chigo Maru 657 GRT ở vị trí về phía Tây quần đảo Mariana, tại tọa độ 20°40′B 141°50′Đ / 20,667°B 141,833°Đ. Chiếc tàu ngầm kết thúc chuyến tuần tra tại Midway vào ngày 2 tháng 6.

#### Chuyến tuần tra thứ mười một
Dưới quyền chỉ huy của hạm trưởng mới, Trung tá Hải quân William J. Germershausen, Tambor rời Midway vào ngày 16 tháng 7 để thực hiện chuyến tuần tra thứ mười một tại vùng biển về phía Nam Hokkaidō và tại quần đảo Kuril. Vào ngày 28 tháng 7, nó phóng ba quả ngư lôi tấn công một tàu buôn, nghe thấy ba tiếng nổ nhưng không thể xác minh kết quả do sương mù dày đặc che khuất tầm nhìn; nạn nhân của nó rất có thể là tàu hộ tống Kunashiri, báo cáo bị hư hại mà không rõ nguyên nhân. Đến ngày 13 tháng 8, ở vị trí phía Nam biển Okhotsk, nó lại phóng ngư lôi đánh chìm tàu chở hàng Toei Maru 2.300 GRT tại tọa độ 48°56′B 149°03′Đ / 48,933°B 149,05°Đ. Chiếc tàu ngầm kết thúc chuyến tuần tra tại Midway, nhưng tiếp tục đi đến Trân Châu Cảng để được tái trang bị, đến nơi vào ngày 23 tháng 8.

#### Chuyến tuần tra thứ mười hai
Đi đến Midway vào ngày 6 tháng 10, Tambor khởi hành từ đây vào ngày hôm sau cho chuyến tuần tra thứ mười hai để hoạt động tại vùng biển ngoài khơi vịnh Tokyo. Vào ngày 15 tháng 10, nó phóng bốn quả ngư lôi tấn công ba mục tiêu hiển thị trên màn hình radar, và nghe thấy một tiếng nổ nhưng không thể xác minh kết quả vì phải lặn sâu né tránh 26 quả mìn sâu được đối phương thả xuống phản công; chiếc tàu ngầm thoát được mà không bị hư hại. Bốn ngày sau đó, nó phóng bốn quả ngư lôi tấn công một tàu hộ tống, nghe thấy bốn tiếng nổ, nhưng chiến công này vẫn không được xác nhận.
Chiếc tàu ngầm quay trở về căn cứ Saipan để tiếp liệu từ ngày 8 đến ngày 10 tháng 11, rồi tiếp tục chuyến tuần tra trong thành phần đội tấn công phối hợp (Bầy sói) "Burt's Brooms" dưới quyền chỉ huy của Thomas B. Klakring, Tư lệnh Đội tàu ngầm 101, vốn còn bao gồm các tàu ngầm Ronquil (SS-396), Burrfish (SS-312), Sterlet (SS-392), Silversides (SS-236), Trigger (SS-237) và Saury (SS-189).
Không lâu trước nữa đêm ngày 15 tháng 11, Tambor phóng ba quả ngư lôi tấn công một tàu tuần tra, nhưng đều bị trượt, rồi phóng thêm ba quả nữa 45 phút sau đó, nhưng vẫn không trúng đích. Đến 06 giờ 10 phút, nó tấn công mục tiêu bằng hải pháo, nhưng hỏa lực bắn trả từ tàu đối phương đã khiến một thủy thủ bị thương. Khi mục tiêu là chiếc tàu tuần tra Takashiro Maru bắt đầu chìm 30 phút sau đó, Tambor cứu vớt hai binh lính Nhật trên mặt nước và bắt làm tù binh chiến tranh, rồi sau đó chuyển giao họ cùng người thủy thủ bị thương sang tàu ngầm Grayson (DD-435) vào ngày 18 tháng 11. Tambor kết thúc chuyến tuần tra tại Trân Châu Cảng vào ngày 30 tháng 11, rồi tiếp tục quay về vùng bờ Tây, đi đến San Francisco vào ngày 10 tháng 12.

### 1945 - 1959
Sau khi được đại tu, Tambor đi đến Puget Sound, Washington vào ngày 9 tháng 3, 1945, nơi nó phục vụ cho việc huấn luyện phi công tuần tra hải quân. Sau khi Thế Chiến II kết thúc, nó rời vùng bờ Tây vào ngày 17 tháng 9 để đi sang vùng bờ Đông, đi đến Xưởng hải quân Portsmouth, nơi con tàu được cho xuất biên chế vào ngày 10 tháng 12, 1945 và được đưa về thành phần dự bị.
Đến tháng 4, 1947, Tambor được điều về Quân khu Hải quân 9 để phục vụ cho việc huấn luyện nhân sự thuộc Hải quân Dự bị Hoa Kỳ, và phối thuộc cùng Trung tâm Huấn luyện Hải quân Dự bị Detroit, Michigan từ ngày 8 tháng 12, 1947. Chiếc tàu ngầm từng được đại tu tại Toledo, Ohio từ ngày 2 tháng 10, 1953, trở thành chiếc tàu ngầm đầu tiên đi vào một ụ nổi tại vùng Ngũ Đại Hồ. Nó đảm nhiệm vai trò huấn luyện này cho đến năm 1959, khi một ủy ban thanh tra và khảo sát hải quân kết luận con tàu không còn phù hợp để tiếp tục phục vụ. Tambor được rút tên khỏi danh sách Đăng bạ Hải quân vào ngày 1 tháng 9, 1959, và bị bán để tháo dỡ sau đó.

## Phần thưởng
Tambor được tặng thưởng mười một Ngôi sao Chiến trận do thành tích phục vụ trong Thế Chiến II. Nó được ghi công đã đánh chìm 11 tàu Nhật Bản với tổng tải trọng 33.479 tấn.
|  |                                         |  |
|  | Silver star · Silver star · Bronze star |  |

| Dãi băng Hoạt động Tác chiến  |                                                                          |                                      |
| Huân chương Chiến dịch Hoa Kỳ | Huân chương Chiến dịch Châu Á-Thái Bình Dương với 11 Ngôi sao Chiến trận | Huân chương Chiến thắng Thế Chiến II |